# Fred Pickering
Frederick Pickering (Blackburn, 19 gennaio 1941 – Lancashire, 9 febbraio 2019) è stato un calciatore inglese, di ruolo attaccante.

## Carriera

### Club
Ha giocato nella prima divisione inglese.

### Nazionale
Ha totalizzato 3 presenze e 5 reti con la maglia della propria nazionale.

## Palmarès

### Club

#### Competizioni nazionali
- Coppa d'Inghilterra: 1

Everton: 1965-1966
- Community Shield: 1

Everton: 1963